# دهستان واجل
دهستان واجل، یکی از دهستان‌های بخش مرکزی شهرستان صیدون در استان خوزستان ایران است. مرکز این دهستان، روستای بنارواجل است.
مردم این دهستان از طایفه بناری و ایل بهمئی می‌باشند.

## جمعیت
بر پایه سرشماری عمومی نفوس و مسکن در سال ۱۳۹۵، جمعیت دهستان واجل برابر با ۳۷۵۲ نفر بوده‌است.